# Lenbe (kommun)
Lenbe är en kommun i Haiti.   Den ligger i departementet Nord, i den norra delen av landet, 120 km norr om huvudstaden Port-au-Prince.